# Ardense Pijl 2025
De 58e editie van de wielerwedstrijd Ardense Pijl vond plaats op 3 mei 2025. De 156 deelnemers moesten een parcours van 174,3 kilometer in en rond Stavelot afleggen. De wedstrijd maakte deel uit van de UCI Europe Tour, met de categorie 1.2. De Belg Jarno Widar won, voor de Italiaan Lorenzo Finn en Mats Wenzel uit Luxemburg.

## Uitslag
| Plaats  | Naam                  | Ploeg                           | Tijd     |
| ------- | --------------------- | ------------------------------- | -------- |
| Winnaar | Jarno Widar           | Lotto Dev.                      | 4u27'25" |
| 2       | Lorenzo Finn          | Red Bull-BORA-hansgrohe Rookies | + 3"     |
| 3       | Mats Wenzel           | Kern Pharma                     | + 39"    |
| 4       | Filippo Turconi       | VF Group-Bardiani CSF-Faizanè   | + 1'07"  |
| 5       | Aaron Dockx           | Alpecin-Deceuninck Dev.         | z.t.     |
| 6       | Matisse Van Kerckhove | Visma \| Lease a Bike Dev.      | z.t.     |
| 7       | Senna Remijn          | Alpecin-Deceuninck Dev.         | z.t.     |
| 8       | Miguel Heidemann      | REMBE \| rad-net                | z.t.     |
| 9       | Simone Gualdi         | Wanty-Nippo-ReUz                | z.t.     |
| 10      | Elliot Rowe           | Visma \| Lease a Bike Dev.      | z.t.     |
| 11      | Kamiel Eeman          | Lotto Dev.                      | z.t.     |
| 12      | Adrien Boichis        | Red Bull-BORA-hansgrohe Rookies | + 1'10"  |
| 13      | Matteo Scalco         | VF Group-Bardiani CSF-Faizanè   | z.t.     |
| 14      | Arthur Tirry          | RB Zelbouw UCT                  | + 1'13"  |
| 15      | Johannes Adamietz     | REMBE \| rad-net                | z.t.     |
| 16      | Alex Tolio            | VF Group-Bardiani CSF-Faizanè   | z.t.     |
| 17      | Maxence Place         | Wanty-Nippo-ReUz                | z.t.     |
| 18      | Senne Thonnon         | Urbano-Vulsteke-Bumaco          | z.t.     |
| 19      | Nils Aebersbold       | Lidl-Trek Future                | + 1'17"  |
| 20      | Louis Leidert         | Lidl-Trek Future                | + 1'23"  |